# 佩里 (紐約州村)
佩里（英語：Perry）是位於美國紐約州懷俄明縣的村。

## 人口
根據2020年美國人口普查的數據，佩里的面積為6.34平方千米，當中陸地面積為6.05平方千米，而水域面積為0.29平方千米。當地共有人口3536人，而人口密度為每平方千米558人。